# Eskilstuna Skyttemusikkår

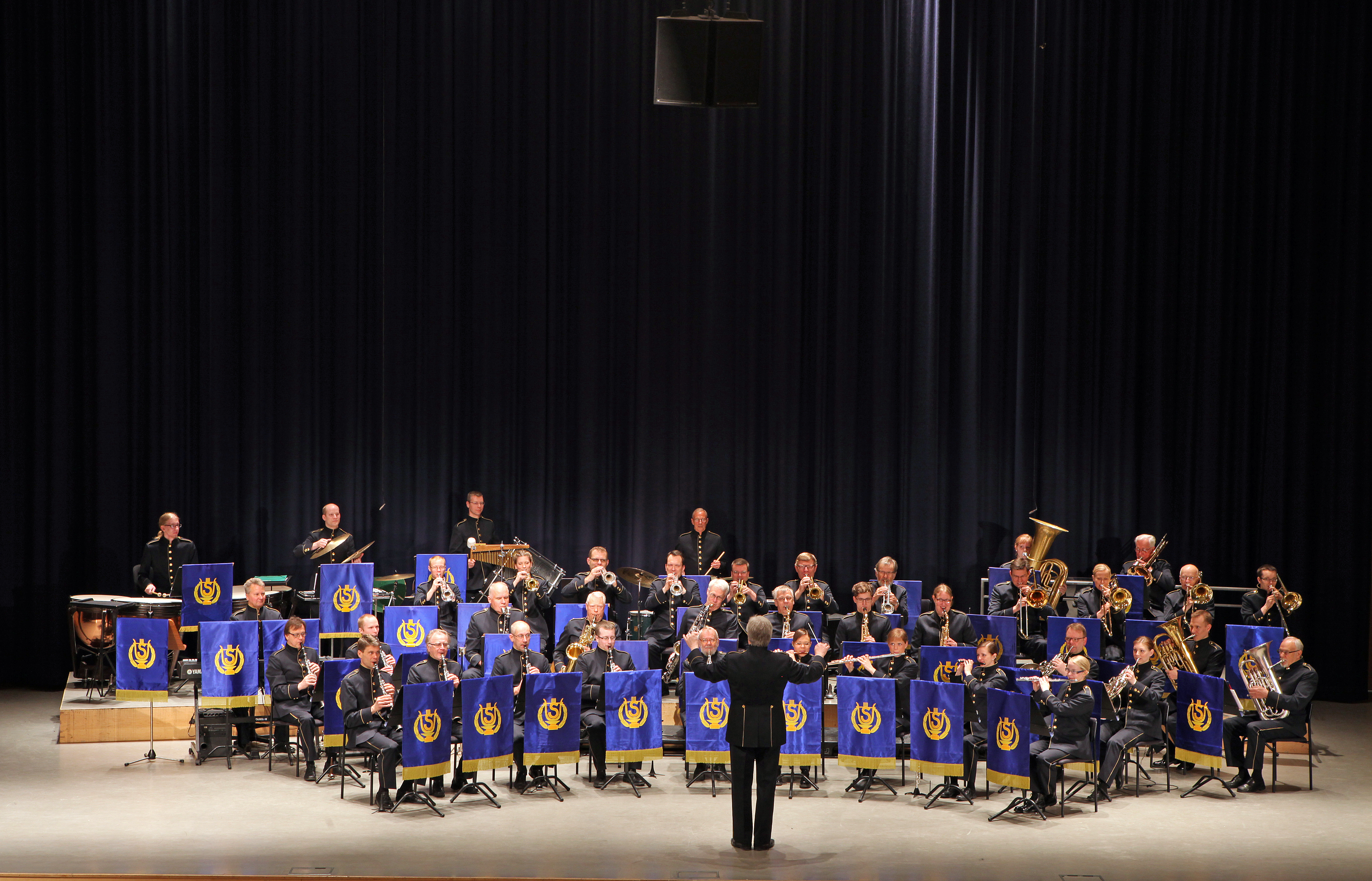
Eskilstuna Skyttemusikkår under jubileumsåret med de nya uniformerna år 2011.

Carl Gustafs Stads Frivilliga Skarpskytteförenings Musikkår, numer Eskilstuna Skyttemusikkår, bildades 1861 och hade vid bildandet den huvudsakliga uppgiften att marschera i täten för skyttarna och deras familjer till skjutbanan. Det var då Reveljmarschen uppstod.

## Historik
Musikkåren har under sin tillvaro invigt järnvägar i Eskilstuna både åren 1877 och 1895 i närvaro av dåvarande kungen, Oscar II samt år 1997 i närvaro av Carl XVI Gustaf. Efter en riksskyttetävling i slutet av 1800-talet tågade man i täten för en parad över Norrbro i Stockholm på "befallning" av Oscar II. Många baler på Stadshuset i Eskilstuna försågs med musik från Skyttemusikkåren som var Eskilstunas enda större musikinstitution på den tiden. Konsertverksamheten har under årens lopp utökats till att omfatta inte bara Eskilstuna utan bl.a. Norden, Österrike, Tyskland, Frankrike, Tjeckien och Skottland.
Skyttemusikkåren är en av landets äldsta amatörmusikkårer och har cirka 40 medlemmar i åldrarna 16 till 76 år. Traditionella framträdanden är 1 maj, då kåren går i täten för demonstrationstågen. Skyttemusikkåren medverkar vid stadens nationaldagsfirande.

## Framträdanden
Skyttemusikkåren anordnar två konserter per år i Eskilstuna konserthall, alltid med olika teman. Några teman har varit ”Skyttemusikkåren på Spåret”, ”Skyttarna håller hov” och ”En förskräcklig upplevelse med Skyttemusikkåren”..Kåren gör också ett antal paradspelningar under året på Fristadstorget i Eskilstuna.

## Nutid
År 2011 firade Skyttemusikkåren jubileum, 150 år. Bland annat genomfördes en reveljkonsert på Strömsholmen i Eskilstuna, kvällen innan reveljmarschen skulle gå av stapeln. Konferencier var kapten Sten Aleman från Svea Livgarde. Vidare befann sig Skyttemusikkåren på Skansen i Stockholm på dagen för Sveriges nationaldag, där man tog emot en fana ur Konungens hand.
Framåt slutet av året genomfördes Skyttemusikkårens höstkonsert i nya uniformer samt under konsertens andra halva bar damerna balklänning till musikkårens ära.